# Dimitri Ferlay
Dimitri Ferlay est un joueur français de volley-ball né le 26 janvier 1990 à Margès (Drôme). Il mesure 1,90 m et joue réceptionneur-attaquant.

## Clubs
| Club               | Pays   | De        | À         |
| ------------------ | ------ | --------- | --------- |
| FL Saint-Quentin   | France | 2008-2009 | 2012-2013 |
| Harnes Volley-Ball | France | 2012-2013 | 2012-2013 |
| CA Brive CLVB      | France | 2013-2014 | ...       |